# Paratuerta featheri
Paratuerta featheri là một loài bướm đêm trong họ Noctuidae.